# Кейпо де Льяно Руис де Саравия, Хосе Мария
Хосе́ Мари́я Ке́йпо де Лья́но Руи́с де Сара́вия, 7-й граф Торено (исп. José María Queipo de Llano Ruiz de Saravia; 26 ноября 1786, Овьедо, Испания, — 16 сентября 1843, Париж, Франция) — испанский историк, политик. Председатель правительства Испании в 1835 году.

## Биография
По окончании школы Кейпо де Льяно изучал гуманитарные и естественные наки в Университете Куэнки, Саламанки и в Комплутенсе. В 1803 году он вернулся на родину в Астурию, где позднее вошёл в состав правительства княжества Астурия во времена Наполеоновских войн на Иберийском полуострове. В 1810—1813 годах состоял членом Кадисских кортесов, которые 19 марта 1812 года приняли Кадисскую конституцию. Входя в движущие силы защитников конституции, Кейпо де Льяно также выступал за ограничение власти короля. Как следствие, после восстановления власти короля Фердинанда VII в 1814 году Кейпо был вынужден отправиться в изгнание в Лондон. Пожизненное изгнание и лишение всех владений по указу короля заставило либерала Кейпо де Льяно жить в Париже, Лиссабоне и Берлине.
После амнистии всем политическим изгнанникам, объявленной королём Фердинандом 23 апреля 1820 года, Кейпо вернулся в Испанию. На выборах в кортесы в мае 1820 года он был избран в парламент от избирательного округа Астурия и председательствовал в парламенте с сентября по октябрь 1820 года.
После вторжения в Испанию французов, восстановивших абсолютную власть Фердинанда VII, Кейпо, приговорённый к смертной казни, вновь оказался в изгнании во Франции, где занимался написанием и публикацией своих трудов о Наполеоновских войнах на Иберийском полуострове. После всеобщей амнистии, объявленной после смерти короля Фердинанда тронным советом при трёхлетней новой королеве Изабелле II, и отмены смертного приговора, Кейпо вернулся на родину в Испанию.
18 июня 1834 года он был назначен министром финансов в кабинете Франсиско Мартинеса де ла Росы, но не сумел провести необходимые всеобъемлющие реформы финансовой системы для того, чтобы предотвратить экономический кризис, обусловленный Первой карлистской войной. 30 июня 1834 года Кейпо де Льяно был избран депутатом парламента, где до своей смерти представлял избирательный участок Овьедо. 7 июня 1835 года регентствовавшая Мария Кристина Бурбон-Сицилийская назначила графа Торено преемником Мартинеса де ла Росы на посту главы испанского правительства, но уже через четыре месяца он передал бразды правления Мигелю Рикардо де Алаве.
В 1840 году Кейпо де Льяно вернулся в Париж, где умер через три года.

## Публикации
- «Historia del levantamiento, guerra y revolución en España», Paris 1827
- «Historia de la guerra de la Independencia», Paris 1832